# Aiqyn Qongyrov
Aiqyn Oiratuly Qongyrov (en kazajo: Айқын Қоңыров; n. Kuibyshevskiy, 28 de noviembre de 1972) es un abogado y político kazajo que se desempeña como miembro del Mazhilis desde 2012. Fue secretario del Comité Central del Partido Comunista del Pueblo de Kazajistán desde 2013 hasta 2020 y, tras su reconstitución como Partido Popular de Kazajistán, presidente de dicho partido hasta 2022, cuando fue sucedido por Ermūhamet Ertısbaev. Se mantiene como líder parlamentario del Partido hasta las elecciones legislativas de 2023.
Como parte de la llamada «oposición sistémica» al régimen gobernante de Kazajistán, su partido no tomó una oposición significativa a las políticas del presidente Nursultán Nazarbáyev y su sucesor, Kasim-Yomart Tokáev. Desde 2022, forma parte de la Coalición Popular, alianza de partidos y organizaciones que apoyan las políticas de Tokayev.

## Biografía

### Primeros años y carrera
Qongyrov nació en el pueblo de Kuibyshevsky en la región de Kokshetau. Después de graduarse de la escuela secundaria en 1989, comenzó a trabajar como cerrajero en el depósito de automóviles de la Administración Agrícola del Distrito de Kuybyshevsky. En 1997, Qongyrov se graduó de la Universidad Estatal de Kokshetau y finalmente asistió a la Academia de Derecho Themis de Karaganda, donde se licenció en derecho en 2005.
De 2004 a 2011, Qongyrov participó activamente en actividades empresariales y dirigió News Print LLP, responsable de la publicación de los Komsomolets de Moscú en los periódicos kazajos.

### Carrera política
En 2004, Qongyrov se convirtió en miembro del Comité Organizador para el establecimiento del Partido Comunista del Pueblo de Kazajistán (QKHP) y en el momento del registro del partido, encabezó el aparato del Comité Central hasta 2012. Durante su mandato, entre 2005 y 2006, Qongyrov trabajó en Almatý como Segundo Secretario del Comité de la Ciudad de Almatý y luego se convirtió en miembro de la mesa del Comité Central de QKHP en 2008.
En las elecciones legislativas de 2004 y 2007, Qongyrov fue candidato a diputado del Mazhilis po rel QKHP, aunque el partido no logró ganar ningún escaño durante sus primeros años. No fue hasta 2012 cuando el QKHP logró superar el umbral electoral necesario para ingresar al parlamento, lo que resultó en la elección de Qongyrov como legislador. Durante su primer mandato, se desempeñó como miembro del Comité de Asuntos Agrícolas de Mazhilis. El 17 de septiembre de 2018, Qongyrov se convirtió en líder parlamentario del QKHP, sucediendo a Vladislav Kosarev.
En abril de 2019, Qongyrov declaró que consideraba postularse para presidente en las elecciones presidenciales de 2019. Sin embargo, el QKHP eligió a Jambyl Ahmetbekov, quien se había postulado anteriormente en 2011, como candidato. El 11 de noviembre de 2020, el QKHP cambió su nombre por el de Partido Popular de Kazajistán, abandonó el comunismo y adoptó la socialdemocracia como ideología. A partir de ahí, Qongyrov fue elegido por unanimidad como presidente del partido en su XV Congreso Extraordinario.

## Controversias
Durante una entrevista con Vlast.kz en 2014, Qongyrov declaró que el gobierno de Kazajistán no autorizaría los desfiles gay ni legalizaría el matrimonio entre personas del mismo sexo para influir en la decisión del Comité Olímpico Internacional (COI) de permitir que Kazajistán celebre los Juegos Olímpicos de Invierno de 2022. señaló la posibilidad de abandonar la candidatura olímpica, calificando las demandas del COI como "infundadas", afirmando que la sociedad kazaja está en contra del matrimonio entre personas del mismo sexo y que el Partido Comunista del Pueblo de Kazajistán (QKHP) se "opondría inequívocamente".
Tras el tiroteo de agentes de policía de Almatý en 2016 que provocó un debate sobre la pena capital, Qongyrov subrayó que si se levanta una moratoria sobre la pena de muerte en Kazajistán, se produciría "un duro golpe a la imagen" del país, sugiriendo que volvería problemático el deseo de Kazajistán de estar en la lista de los treinta países principales de la OCDE, ya que los países miembros dentro de la organización no tienen vigente la pena capital.